# Björka, Gagnefs kommun
Björka är en småort och by i Gagnefs socken i Gagnefs kommun på södra sidan om Västerdalälven. Västerdalbanan går genom orten, men har ingen hållplats där. Björka är känt för bland annat Björka Kickers, en klubb som verkar för Björkas framtid och trygghet.